# Hội nghị Liên Hợp Quốc về Thương mại và Phát triển
Hội nghị Liên Hợp Quốc về Thương mại và Phát triển, viết tắt là UNCTAD (United Nations Conference on Trade and Development, hay Diễn đàn Thương mại và Phát triển Liên Hợp Quốc), được thành lập năm 1964 theo nghị quyết 1995 của Đại hội đồng Liên Hợp Quốc.
UNCTAD hiện có 194 thành viên quốc gia và vùng lãnh thổ, đặt trụ sở tại Genève, Thụy Sĩ. UNCTAD được coi là tổ chức kinh tế thương mại lớn nhất thuộc hệ thống Liên Hợp Quốc. Mục đích của UNCTAD là thúc đẩy sự phát triển kinh tế nói chung và thương mại nói riêng của tất cả các nước thành viên, nhất là các nước đang phát triển.

## Hoạt động
Các hội nghị diễn ra 4 năm một lần, gồm:
| HN  | Địa điểm  | Nước        | Thời gian                        |
| --- | --------- | ----------- | -------------------------------- |
| 13. | Doha      | Qatar       | 21–26 tháng 4 năm 2012           |
| 12. | Accra     | Ghana       | 20-25 tháng 4 năm 2008           |
| 11. | São Paulo | Brasil      | 13-18 tháng 6 năm 2004           |
| 10. | Bangkok   | Thái Lan    | 12-19 tháng 2 năm 2000           |
| 9.  | Midrand   | Nam Phi     | 27 tháng Tư -11 tháng 5 năm 1996 |
| 8.  | Cartagena | Colombia    | 8- 25 tháng 2 năm 1992           |
| 7.  | Geneva    | Thụy Sĩ     | 9 tháng Bảy -3 tháng 8 năm 1987  |
| 6.  | Belgrade  | Nam Tư cũ   | 6 tháng Sáu -2 tháng 7 năm 1983  |
| 5.  | Manila    | Philippines | 6-29 tháng 5 năm 1979            |
| 4.  | Nairobi   | Kenya       | 5-31 tháng 5 năm 1976            |
| 3.  | Santiago  | Chile       | 13 tháng Tư -21 tháng 5 năm 1972 |
| 2.  | Delhi     | Ấn Độ       | 1 tháng Hai -29 tháng 3 năm 1968 |
| 1.  | Geneva    | Thụy Sĩ     | 23 tháng Ba -16 tháng 6 năm 1964 |

## Điều hành
Các Tổng thư ký điều hành
| Tt | Tổng thư ký           | Nhiệm kỳ           | Từ nước   | Ghi chú           |
| -- | --------------------- | ------------------ | --------- | ----------------- |
| 10 | Mukhisa Kituyi        | 1/09/2013–hiện nay | Kenya     |                   |
| 9  | Supachai Panitchpakdi | 2005–2013          | Thái Lan  |                   |
| 8  | Carlos Fortin         | 2004–2005          | Chile     | Officer-in-Charge |
| 7  | Rubens Ricupero       | 1995–2004          | Brasil    |                   |
| 6  | Carlos Fortin         | 1994–1995          | Chile     | Officer-in-Charge |
| 5  | Kenneth K.S. Dadzie   | 1986–1994          | Ghana     |                   |
| 4  | Alister McIntyre      | 1985               | Grenada   | Officer-in-Charge |
| 3  | Gamani Corea          | 1974–1984          | Sri Lanka |                   |
| 2  | Manuel Pérez-Guerrero | 1969–1974          | Venezuela |                   |
| 1  | Raúl Prebisch         | 1963–1969          | Argentina |                   |